# كأس روسيا البيضاء 2003–04
كأس روسيا البيضاء 2003–04 (بالروسية: Кубок Белоруссии по футболу 2003/2004)‏ هو موسم من كأس روسيا البيضاء. أشرف على تنظيمه اتحاد روسيا البيضاء لكرة القدم، وكان عدد الأندية المشاركة فيه 36، وفاز فيه نادي شاختيور سوليجورسك. 